# Piz di Sassiglion
Piz di Sassiglion är en bergstopp i Schweiz.   Den ligger i regionen Bernina och kantonen Graubünden, i den östra delen av landet, 220 km öster om huvudstaden Bern. Toppen på Piz di Sassiglion är 2 855 meter över havet, eller 310 meter över den omgivande terrängen. Bredden vid basen är 2,2 km.
Terrängen runt Piz di Sassiglion är huvudsakligen bergig, men åt sydost är den kuperad. Runt Piz di Sassiglion är det ganska tätbefolkat, med 155 invånare per kvadratkilometer.. Närmaste större samhälle är Poschiavo, 4,3 km väster om Piz di Sassiglion. 
I omgivningarna runt Piz di Sassiglion växer i huvudsak blandskog.